# 옌후구

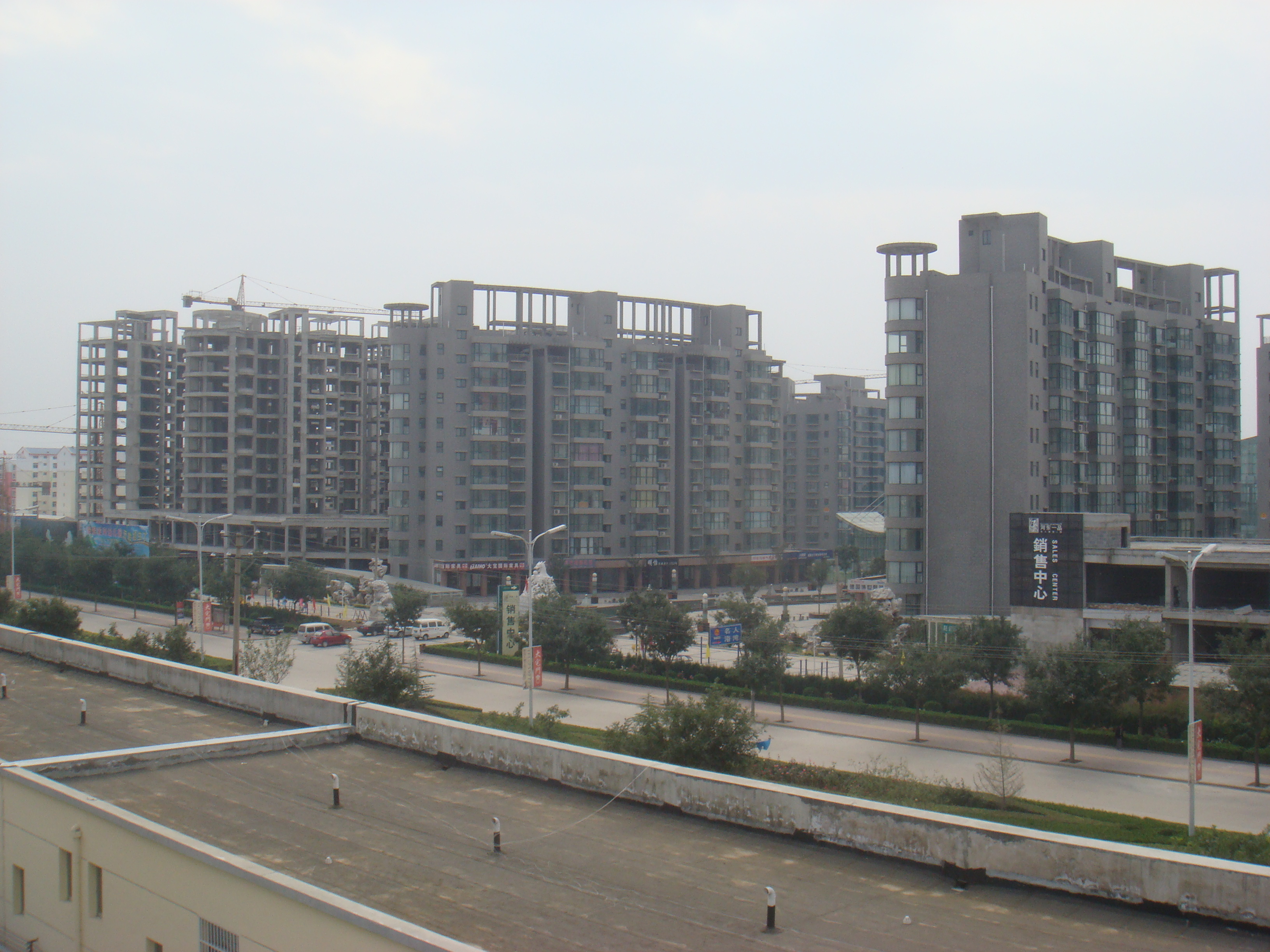

옌후구(한국어: 염호구, 중국어: 盐湖区, 병음: Yánhú Qū)는 중화인민공화국 산시성 윈청시의 행정구역이다. 넓이는 1237km2이고, 인구는 2007년 기준으로 650,000명이다.

## 지형과 기후
평균 고도는 370m이고 산지 면적은 18.8%, 구릉지 면적은 22.1%, 하천과 평야 면적이 59.1%를 차지한다. 연평균 기온은 13.6℃이다.

## 행정 구역
8개 가도, 7개 진, 6개 향을 관할한다.
- 가도: 中城街道, 东城街道, 西城街道, 南城街道, 北城街道, 安邑街道, 大渠街道, 姚孟街道
- 진: 解州镇, 龙居镇, 北相镇, 泓芝驿镇, 三路里镇, 陶村镇, 东郭镇
- 향: 下团堡乡, 小平易乡, 滋润乡, 福善庄乡, 南榆林乡, 贾庄乡, 沙塄河乡, 窑子头乡, 张蔡庄乡